# Brązowa plamistość pomidora

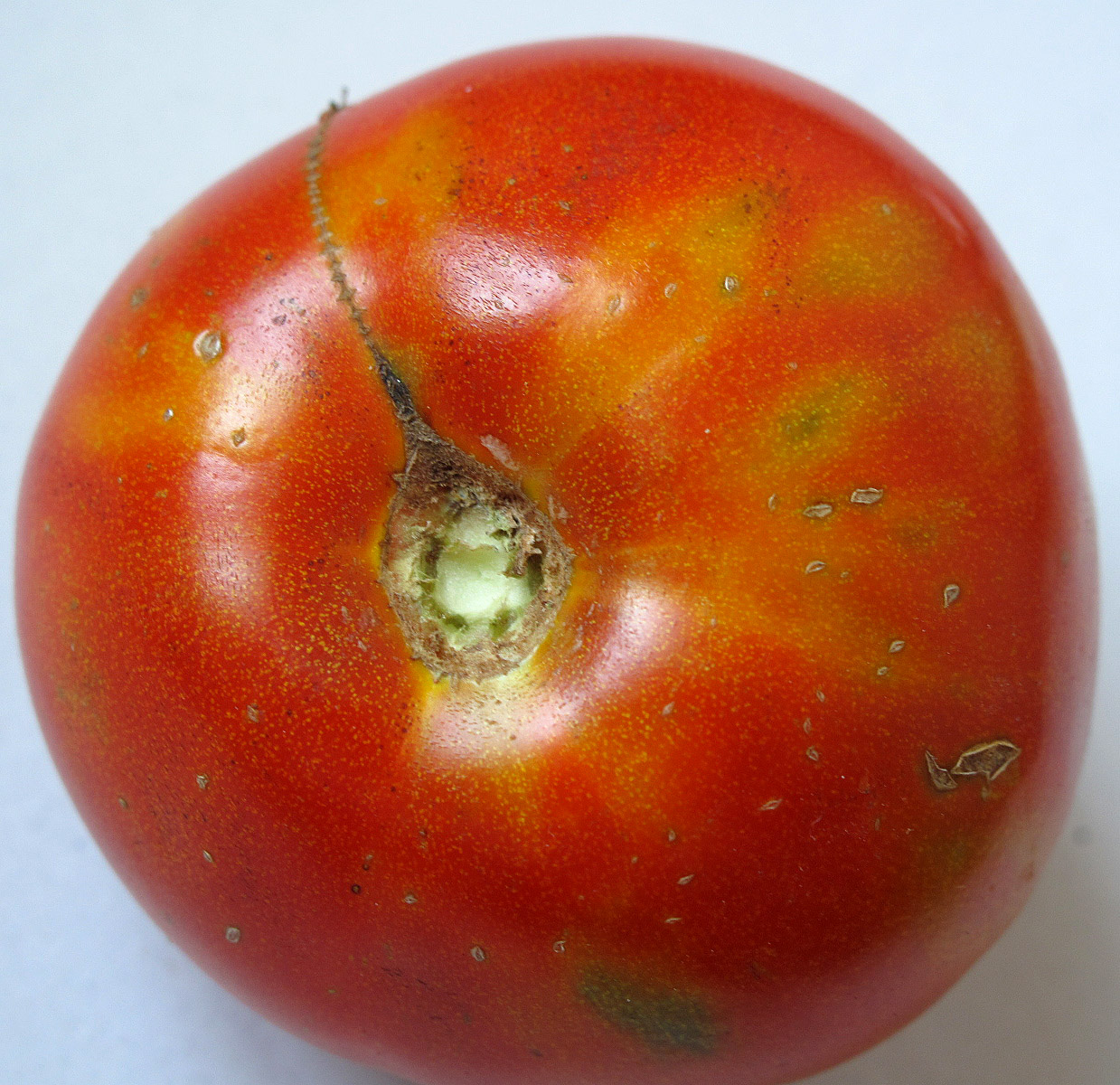
Pomidor słabo porażony

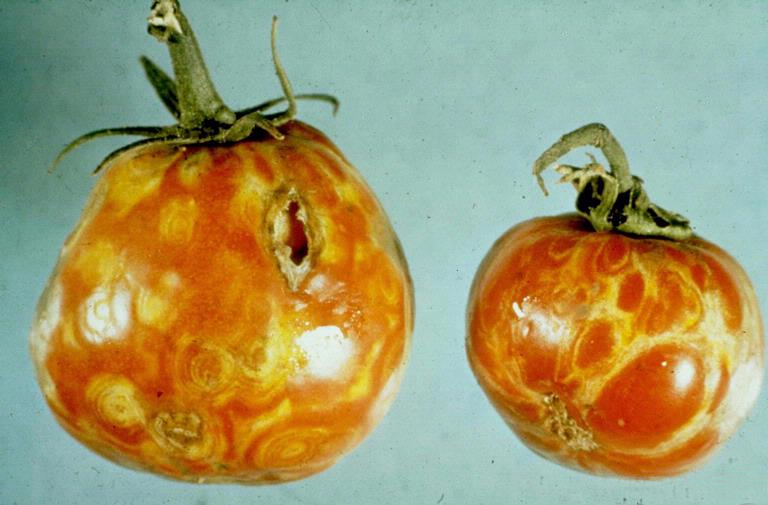
Pomidor silnie porażony

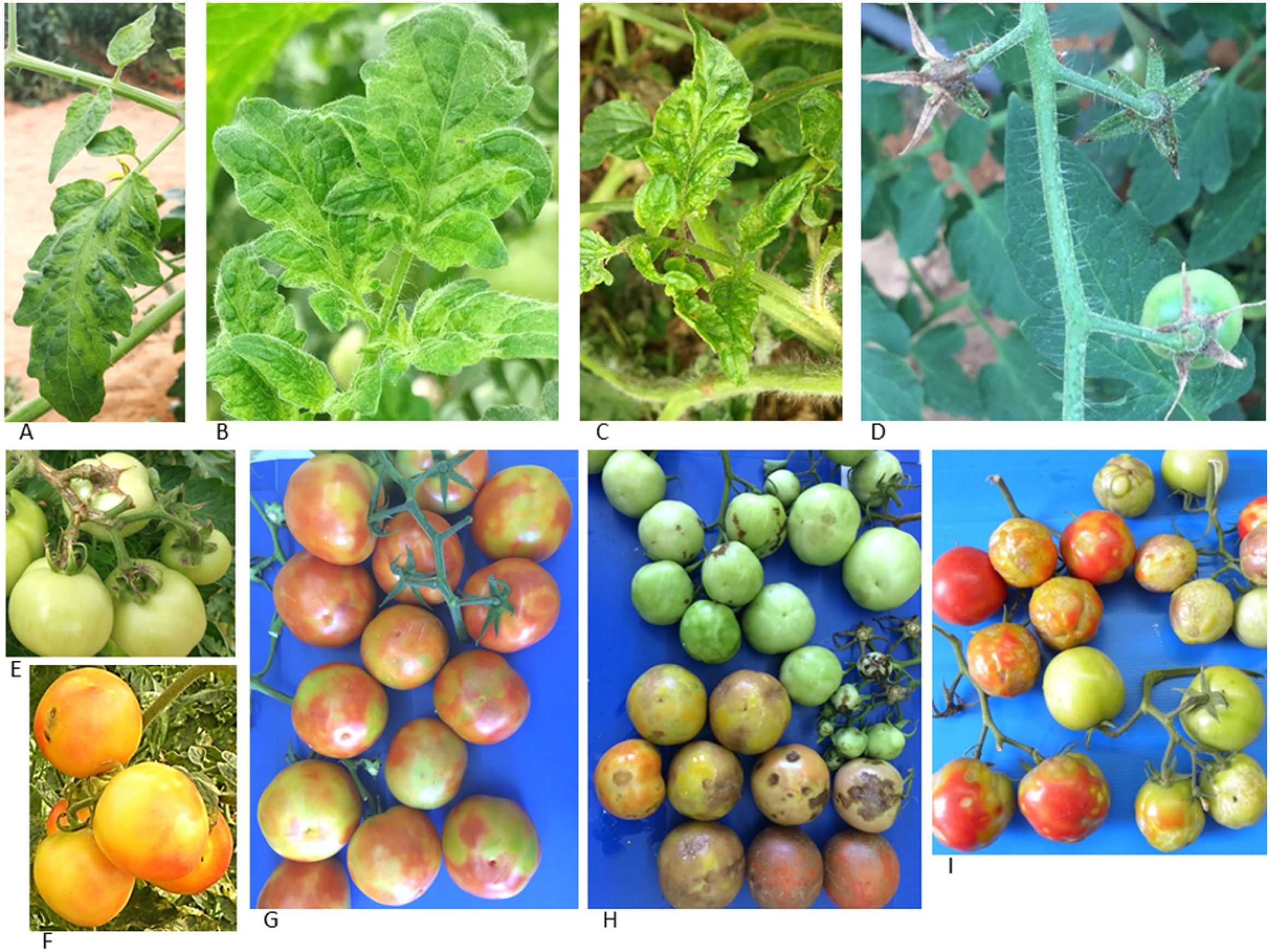
Objawy na liściach i owocach

Brązowa plamistość pomidora (ang. bronze leaf of tomato, spotted wilt of tomato) – wirusowa choroba pomidora wywoływana przez wirusa brązowej plamistości pomidora (Tomato spotted wilt virus, TSWV).

## Występowanie
Odnotowano co najmniej sześć szczepów TSWV; występujące objawy i zakres porażonych roślin różni się w zależności od szczepu. Chociaż wcześniej wywołane przez niego choroby stanowiły zagrożenie tylko dla roślin uprawianych w regionach tropikalnych i subtropikalnych, dziś choroby te występują na całym świecie.
Wirus TSVW powoduje poważne choroby licznych gatunków roślin należących do 35 rodzin, w tym dwuliściennych i jednoliściennych. Poraża liczne rośliny uprawne. Ta szeroka gama żywicieli roślin ozdobnych, warzyw i upraw polowych jest wyjątkowa wśród wirusów infekujących rośliny. Wśród roślin uprawnych w Polsce wirus ten powoduje choroby: brązowa plamistość pomidora, brązowa plamistość pomidora na chryzantemie, brązowa plamistość pomidora na gerberze, brązowa plamistość tytoniu, cętkowana nekrotyczna plamistość juki, pierścieniowa plamistość dalii, wirusowa plamistość liści skrzydłokwiatu, wirusowa brązowa plamistość ziemniaka.

## Objawy
Objawy brązowej plamistości pomidora występują na łodygach, ogonkach liściowych, liściach i owocach. Różnią się w zależności od stadium porażenia roślin. Młode liście mogą mieć małe, ciemnobrązowe plamki, które w końcu ulegają nekrozie. Na łodygach i ogonkach liściowych pojawiają się ciemnobrązowe smugi. Wierzchołki pędów są zwykle poważnie dotknięte martwicą układową i osłabieniem wzrostu. Roślina może wykazywać jednostronny wzrost. Owoce pomidora na silnie porażonych roślinach będą wykazywać bardzo charakterystyczne objawy: niedojrzałe owoce mają nakrapiane, jasnozielone pierścienie z wypukłymi środkami. Pomarańczowo-czerwone przebarwienia na dojrzałych owocach sprawiają, że nie nadają się do sprzedaży.

## Epidemiologia
Wirus TSWV jest jedynym wirusem przenoszonym w sposób trwały przez niektóre gatunki wciornastków. Do 1989 r. podano dziewięć gatunków przenoszących go wciornastków: Frankliniella occidentalis,  Frankliniella schultzei, Frankliniella fusca, Thrips tabaci, Thrips setosus, Thrips moultoni, Thrips tenuicornis, Lithrps dorsalis i Scirtothrips dorsalis. Pierwsze cztery są uważane za najważniejsze wektory ze względu na ich szeroką dystrybucję i nakładające się zakresy żywicieli tych gatunków i TSWV. Wirus może zostać przez wciornastki nabyty tylko w stadium larwalnym, natomiast przenoszony jest na rośliny prawie wyłącznie przez dorosłe wciornastki. Larwy T tabaci mogą zarazić się wirusem w ciągu 15 minut. Nie mogą przenosić wirusa natychmiast, ale po okresie utajonym (inkubacji) trwającym 3–10 dni (w zależności od gatunku wektora). Gdy wciornastki staną się zakaźne, mogą przenosić wirusa przez maksymalnie 22–30 dni lub przez resztę dorosłego życia. Wirus z dorosłych wcirnastkw nie przenosi się na potomstwo. Nakładające się etapy cyklu życiowego wciornastków mogą odpowiadać za ciągłe rozprzestrzenianie się wirusa.

## Ochrona
Porażonych roślin nie można wyleczyć. Wczesne i dokładne wykrywanie wciornastków, zakażonych roślin oraz środki mające na celu zmniejszenie populacji wektorów to podstawowe metody walki z tą chorobą. Do wykrywania wciornastków używa się żółtych samoprzylepnych karteczek. Powinny one być umieszczone tuż nad baldachimem upraw, na około 1 m², a także w pobliżu drzwi i otworów wentylacyjnych, aby monitorować ruch wciornastków z zewnątrz. Liczba wciornastków na każdej karce powinna być rejestrowana i przedstawiana na wykresach co tydzień, aby monitorować poziom populacji i pomagać w podejmowaniu decyzji dotyczących kontroli. Mozna wykryć wciornastki na kwiatach, stukając kwiatem o kartkę papieru, ale do wykrywania i monitorowania skuteczniejsze jest używanie karteczek samoprzylepnych. Szczególnie atrakcyjne dla wciornastków wydają się żółte lub białe kolory.
Wciornastki zwalcza się chemicznie. Skutecznie zwalczają wciornastki insektycydy zawierające niektóre organofosforany, karbaminiany, chlorowane węglowodory. Są też preparaty biologiczne. Większość insektycydów pyretroidowych, stosowanych samodzielnie, zapewnia jedynie kontrolę wciornastka Frankliniella occidentalis. Możliwe jest zwiększenie skuteczności insektycydu przez połączenie go z insektycydem pyretroidowym. Kilka aplikacji insektycydów należy wykonać w odstępach 5-dniowych, aby znacząco ograniczyć inwazję wciornastków; żaden z zalecanych insektycydów nie jest skuteczny przy jednej aplikacji. Pięciodniowe odstępy między aplikacjami są bardziej skuteczne niż odstępy 7-dniowe. Najlepiej byłoby, gdyby insektycydy były stosowane przy użyciu sprzętu, który wytwarza bardzo małe cząsteczki oprysku (<100 mikronów), które przenikną chronione obszary rośliny będącej siedliskiem wciornastków i zapewnią najbardziej efektywne zastosowanie insektycydu, jeśli zostanie dokładnie pokryte. Insektycydy rotacyjne z różnych klas chemicznych mogą być skutecznym sposobem na opóźnienie odporności na insektycydy. Jednak najlepiej jest zastosować skuteczny środek owadobójczy dla więcej niż jednego pokolenia szkodników, zanim przejdzie się na inny materiał. Biorąc pod uwagę cykl życiowy wciornastków, skuteczny środek owadobójczy należy stosować przez co najmniej 3 tygodnie przed przejściem na środek owadobójczy z innej klasy chemikaliów.
Sadzonki pomidorów przed nasadzeniem należy sprawdzić pod kątem objawów brązowej plamistości pomidora i inwazji wciornastków. Rośliny porażone należy usunąć, gdy tylko zostaną wykryte. Należy usunąć z okolicy chwasty, które mogą przenosić wirusa.